# Schwimmende Batterie

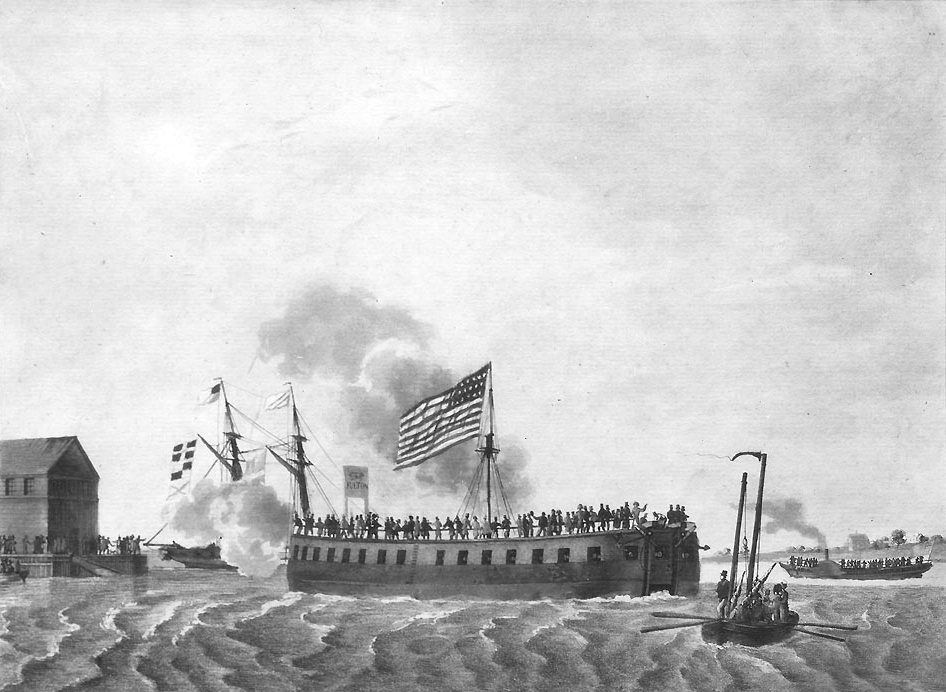
Die schwimmende Batterie Fulton (vormals Demologos) der US-Marine (1815).

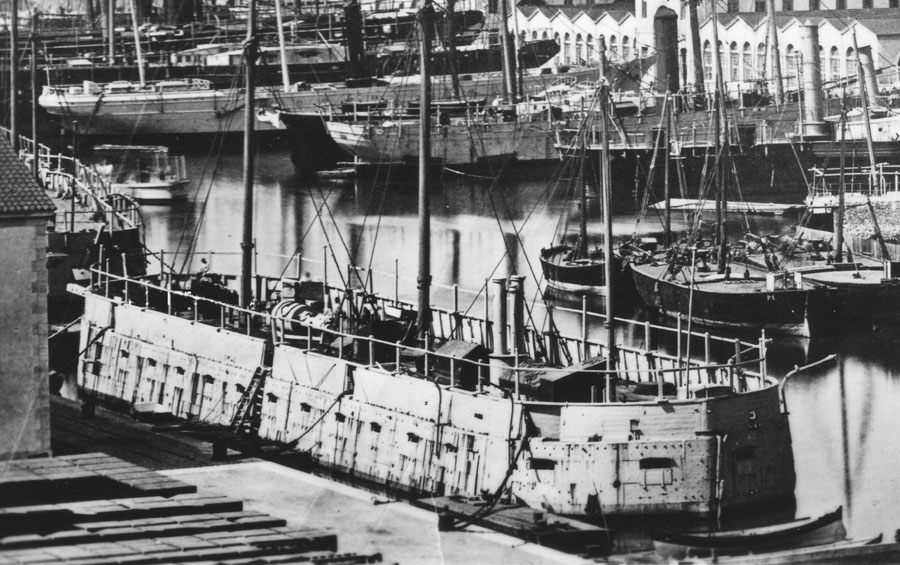
Die französische schwimmende Batterie Lave (1854).

Die Schwimmende Batterie ist ein veralteter Kriegsschifftyp, der zur Unterstützung küstennaher landgestützter Militäroperationen oder zur Verteidigung der eigenen Küsten verwendet wurde.
Für Schwimmende Batterien wurden ausgemusterte und veraltete Schiffe, nicht fertig gebaute Schiffsrümpfe, Pontons und andere große Schwimmkörper oder auch spezielle Neubauten verwendet. Sie hatten meist keinen oder nur einen schwachen eigenen Antrieb und wurden oft zum Einsatzort geschleppt.
Eingesetzt wurden Schwimmende Batterien unter anderem zur Beschießung bei der Belagerung von Küstenfestungen (z. B. im Krimkrieg) oder zur Beschießung feindlicher Stellungen in Küstennähe. Schwimmende Batterien wurden auch zum Schutz der eigenen Küste oder eigener Küstenstädte und Flottenstützpunkte eingesetzt. Sie waren dann überwiegend fest verankert.
Bewaffnet waren die Schwimmenden Batterien meist mit veralteten großkalibrigen Geschützen unterschiedlicher Bauart bis hin zu aufgestellten Feldgeschützen.
Mit der Veränderung der Strategie und Taktik in der modernen Kriegführung des 20. Jahrhunderts wurden Schwimmende Batterien nicht mehr benötigt. Ihre Aufgaben wurden von anderen Kriegsschiffstypen (Schlachtschiffe, Kreuzer, Zerstörer) übernommen.
Großbritannien setzte im Ersten und Zweiten Weltkrieg hochseefähige Monitore zur Küstenbeschießung ein. Eine Renaissance erlebten Schwimmende Batterien im Zweiten Weltkrieg bei der Verstärkung der Luftabwehr. Mit Flakgeschützen ausgerüstete Schwimmende Flakbatterien wurden von den kriegführenden Parteien zum Schutz vor feindlichen Luftangriffen im Küstenbereich eingesetzt.

## Schwimmende Batterien
- Demologos (USA, 1815)
- Océan (Frankreich, ehem. 118-Kanonen-Linienschiff, 1851–1854)
- San Giorgio (Italien, ehem. Panzerkreuzer, 1908)
- Vor Friedrichshafen (1943–1945)